# Thibault Guernalec
Thibault Guernalec (* 31. Juli 1997 in Châteaulin) ist ein französischer Radrennfahrer, der auf der Straße aktiv ist.

## Sportlicher Werdegang
Seit Beginn seiner Karriere hat Guernalec seine Stärken im Einzelzeitfahren, wo er einen Großteil seiner vorderen Platzierungen erzielte. 2016 und 2017 stand er auf dem Podium der nationalen Meisterschaften in der U23. Nachdem er 2017 bereits als Stagiaire für das Team fuhr, wurde er während der Saison 2018 Mitglied im damaligen Team Fortuneo-Samsic, für das er seitdem ohne Unterbrechung an den Start geht. Nach einer weiteren Podiumsplatzierung in 2018 sicherte er sich 2019 den U23-Titel im Einzelzeitfahren.
In seinem Tean nimmt Guernalec vorrangig Helferaufgaben wahr, ein eigener zählbarer Erfolg bei einem internationalen Rennen blieb ihm bisher (Stand 2025) verwehrt. Eines seiner wertvollsten Ergebnisse war der vierte Gesamtrang bei der Murcia-Rundfahrt 2020. Bei bisher drei Teilnahmen an einer Grand Tour erreichte er zweimal das Ziel. 

## Familie
Thibault Guernalec ist der ältere Bruder des Radrennfahrers Victor Guernalec. Seit 2025 fahren beide im selben Team.

## Erfolge
2015
- eine Etappe Ronde des Vallées

2019
- französischer U23-Meister – Einzelzeitfahren

2020
- Nachwuchswertung Tour Poitou-Charentes en Nouvelle-Aquitaine

## Grand-Tour-Platzierungen
| Grand Tour            | 2022 | 2023 | 2024 | 2025 |
| --------------------- | ---- | ---- | ---- | ---- |
| Giro d’ItaliaGiro     | –    | 89   | –    | …    |
| Tour de FranceTour    | –    | –    | –    | …    |
| Vuelta a EspañaVuelta | DNF  | –    | 132  | …    |